# Liste der Naturdenkmäler in Bad Vilbel
Die Liste der Naturdenkmäler in Bad Vilbel nennt die auf dem Gebiet der Stadt Bad Vilbel, im Wetteraukreis (Hessen), gelegenen Naturdenkmäler. Sie sind nach dem Hessischen Gesetz über Naturschutz und Landschaftspflege (Hessisches Naturschutzgesetz – HAGBNatSchG) § 12 geschützt und bei der unteren Naturschutzbehörde des Wetteraukreises eingetragen. Die Liste entspricht dem Stand vom 1. Januar 2014.
| Bild                          | Bezeichnung                                     | Ortsteil, Lage                                                                                                 | Beschreibung                                                                                    | Art                   | Nr.     |
| ----------------------------- | ----------------------------------------------- | --- | ----------------------------------------------------------------------------------------------- | --------------------- | ------- |
| BW                            | Speierling                                      | Bad Vilbel, Flur 244, Flurstück 95/4 (VO), Flur 10, Flurstück 24 (tatsächlich) 50° 12′ 10,4″ N, 8° 43′ 51,4″ O | Speierling auf einer Obstwiese bei Nieder-Erlenbach. Schutzgrund: Speierlinge als Naturdenkmal. | Speierling            | 440.185 |
| mehr Fotos \| Fotos hochladen | Eiche                                           | Bad Vilbel, Flur 13, Flurstück 2/21 (VO), Flurstück 2/23 (tatsächlich) 50° 9′ 46,6″ N, 8° 44′ 8,4″ O           | Eiche am Seckbacher Busch. Schutzgrund: mächtiger Altbaum.                                      | Eiche                 | 440.142 |
| BW                            | 3 Speierlinge                                   | Bad Vilbel, Flur 6, Flurstück 539/14 50° 10′ 52″ N, 8° 44′ 59,1″ O                                             | Drei Speierlinge am Rotenberg. Schutzgrund: Rote-Liste-Art.                                     | Speierling            | 440.143 |
| BW                            | Mispel                                          | Bad Vilbel, Flur 6, Flurstück 539/14 50° 10′ 52,5″ N, 8° 44′ 59,1″ O                                           | Mispel am Rotenberg. Schutzgrund: Rote-Liste-Art.                                               | Mispel                | 440.144 |
| mehr Fotos \| Fotos hochladen | Speierling                                      | Bad Vilbel, Flur 23, Flurstück 42/1 (VO), Flurstück 145 (tatsächlich) 50° 12′ 3,6″ N, 8° 44′ 35,9″ O           | Speierling auf einer Obstwiese, östlicher Baum. Schutzgrund: Speierlinge als Naturdenkmal.      | Speierling            | 440.183 |
| mehr Fotos \| Fotos hochladen | Speierling                                      | Bad Vilbel, Flur 23, Flurstück 42/1 (VO), Flurstück 145 (tatsächlich) 50° 12′ 3,8″ N, 8° 44′ 32,9″ O           | Speierling auf einer Obstwiese, westlicher Baum. Schutzgrund: Speierlinge als Naturdenkmal.     | Speierling            | 440.184 |
| BW                            | Speierling                                      | Bad Vilbel, Flur 6, Flurstück 957/1 50° 10′ 59″ N, 8° 44′ 56″ O                                                | Speierling am Steinbruch. Schutzgrund: Speierlinge als Naturdenkmal.                            | Speierling            | 440.186 |
| mehr Fotos \| Fotos hochladen | 2 Platanen und 1 Rosskastanie auf dem Friedhof. | Bad Vilbel, Flur 1, Flurstück 2/1 50° 11′ 7,8″ N, 8° 45′ 4,4″ O                                                | 2 Platanen und 1 Rosskastanie auf dem Friedhof. Schutzgrund: ortsbildprägende Altbäume.         | Platane, Rosskastanie | 440.177 |
| mehr Fotos \| Fotos hochladen | Roßkastanie auf dem Israelischen Friedhof       | Bad Vilbel, Flur 6, Flurstück 226 (VO), Flur 1, Flurstück 226 (tatsächlich) 50° 11′ 11,7″ N, 8° 45′ 0,7″ O     | Rosskastanie auf dem Jüdischen Friedhof (KD). Schutzgrund: Schönheit, ortsbildprägend.          | Rosskastanie          | 440.178 |
| mehr Fotos \| Fotos hochladen | Eiche am Schulhof                               | Bad Vilbel, Flur 2, Flurstück 402/8 50° 10′ 43″ N, 8° 44′ 21,9″ O                                              | Eiche am ehemaligen Gefängnis (KD). Schutzgrund: Schönheit, ortsbildprägend.                    | Eiche                 | 440.232 |
| BW                            | Eiche am Jungfernstieg                          | Bad Vilbel, Flur 11, Flurstück 1/2 50° 10′ 3,6″ N, 8° 44′ 54,8″ O                                              | Eiche am Jungfernstieg im Wald. Schutzgrund: Landschaftsprägender Altbaum.                      | Eiche                 | 440.256 |
| Fotos hochladen               | Speierling                                      | Dortelweil, Flur 8, Flurstück 72 (VO), Flur 8, Flurstück 696/1 (tatsächlich) 50° 12′ 34,7″ N, 8° 44′ 41″ O     | Speierling. Schutzgrund: Speierlinge als Naturdenkmal.                                          | Speierling            | 440.188 |
| Fotos hochladen               | Flatterulme auf dem Friedhof                    | Dortelweil, Flur 1, Flurstück 300/1 50° 12′ 24,2″ N, 8° 45′ 30″ O                                              | Flatterulme auf dem Friedhof. Schutzgrund: Schönheit, Seltenheit.                               | Flatterulme           | 440.168 |